# Здание редакции газеты «Приазовский край»
Здание редакции газеты «Приазовский край» — здание в Ростове-на-Дону, расположенное на Большой Садовой улице (дом 18/31). До революции здесь размещалась редакция газеты «Приазовский край». Здание имеет статус объекта культурного наследия регионального значения.

## История
Здание было построено в конце 1880-х годов. В 1890-х годах в нём разместилась редакция газеты «Приазовский край». После прихода советской власти здание было национализировано. В конце 2000-х годов здание находилось на балансе Администрации Ростова и не эксплуатировалось.

## Архитектура
Здание редакции газеты «Приазовский край» расположено на углу Большой Садовой улицы и Братского переулка. Строение прямоугольное в плане со внутренним двором-колодцем. Имеет коридорную систему планировки с односторонним расположением помещений.
Кирпичное здание редакции имеет два этажа и скатную крышу. В оформлении фасадов присутствуют элементы классицизма. Единую композицию здания определяют форма и размеры оконных проемов, раскреповки и аттик. Первый этаж рустован. Парадный вход со стороны Большой Садовой улицы выделен пилястрами. Окна второго этажа оформлены порталами с треугольными фронтонами. Балконы имеют выгнутые металлические ограждения. В оформлении фасада использованы архивольты, декоративные замки и сандрики.

## Мемориальные доски
На фасаде здания установлены две мемориальные доски. Текст мемориальной доски, установленной в 1968 году гласит:
Здесь в редакции газеты «Приазовский край» в 1896—1898 гг. работал писатель Серафимович (Попов) Александр Серафимович (1863—1949)
В 1978 году на фасаде была установлена вторая мемориальная доска с текстом:
Здесь в редакции газеты «Приазовский край» в 1893—1895 гг. работал писатель Свирский Алексей Иванович (1865—1942)